# Garelli 50 GP
Die Garelli 50 GP war ein von dem italienischen Hersteller Garelli entwickeltes Rennmotorrad der 50-cm³-Klasse, das ab 1983 für den Einsatz in der Motorrad-Weltmeisterschaft gebaut wurde. Es war eine Hochleistungsmaschine mit innovativem Design, einem wassergekühlten Einzylinder-Zweitaktmotor mit Drehschiebersteuerung und einem Aluminium-Monocoque-Rahmen.

## Technik
Der Motor war ein liegender Einzylinder-Zweitakter aus Aluminium mit nikasilbeschichtetem Zylinder und sechs Überströmkanälen. Die Wasserkühlung hatte eine elektrische Bosch-Umwälzpumpe. Das Gemisch wurde von einem 28-mm-Dell’Orto-Vergaser aufbereitet. Die Kraft übertrug ein Sechsganggetriebe mit Trockenkupplung.
Die Vorderradgabel mit Magnesiumtauchrohren stammte von Marzocchi, die Hinterradaufhängung bestand aus einem Gasdruck-Doppelfederbein. Die Bremsen kamen aus der „Gold-Serie“ von Brembo, die Leichtmetallräder von Campagnolo (Elektron-Felgen).

### Technische Daten (1983)
| Merkmal               | Garelli 50 GP (1983)                                  |
| --------------------- | ----------------------------------------------------- |
| Motortyp              | Einzylinder-Zweitaktmotor, liegend, wassergekühlt     |
| Zylinder              | Aluminium, nikasilbeschichtet, 6 Überströmkanäle      |
| Bohrung × Hub         | 40 × 39,5 mm (49,6 cm³)                               |
| Leistung              | 20,5 PS bei 16.200/min                                |
| Verdichtung           | 15:1                                                  |
| Gemischaufbereitung   | Dell’Orto-Vergaser, 28 mm                             |
| Zündung               | Elektronisch, Champion-Zündkerzen                     |
| Kupplung              | Mehrscheiben-Trockenkupplung                          |
| Getriebe              | 6-Gang-Getriebe                                       |
| Kühlung               | Wasserkühlung mit Bosch-Pumpe                         |
| Rahmen                | Monocoque-Aluminium mit integriertem 9-l-Tank         |
| Vorderradgabel        | Marzocchi-Teleskopgabel, Magnesium, Ø 30 mm           |
| Hinterradaufhängung   | Zweifach-Stoßdämpfer, Gasdruck                        |
| Felgen                | Campagnolo Elektron 18″ (vorn und hinten)             |
| Bremsen vorn          | Einzelscheibe 220 mm, mechanische Antihoppingkupplung |
| Bremsen hinten        | Scheibe 200 mm                                        |
| Bereifung vorn        | Michelin 2.00 × 18″                                   |
| Bereifung hinten      | Michelin 2.25 × 18″                                   |
| Radstand              | 1220 mm                                               |
| Leergewicht           | 56,2 kg                                               |
| Höchstgeschwindigkeit | über 190 km/h                                         |

## Motorrad-Weltmeisterschaft
Mit der Garelli 50 GP trat Garelli nach längerer Abwesenheit wieder in der Motorrad-Weltmeisterschaft an. Besonders in den 1980er Jahren war das Werksteam in der 50-cm³- und später 125-cm³-Klasse erfolgreich.
Konstrukteurswertung
- 1983 – Konstrukteursweltmeister Klasse bis 50 cm³ mit den Fahrern Eugenio Lazzarini und Ricardo Tormo